# Denis Peyrony
 (mai 2015).
Denis Peyrony est un préhistorien français né le 21 avril 1869 à Cussac en Dordogne et mort le 25 novembre 1954 à Sarlat-la-Canéda.

## Biographie

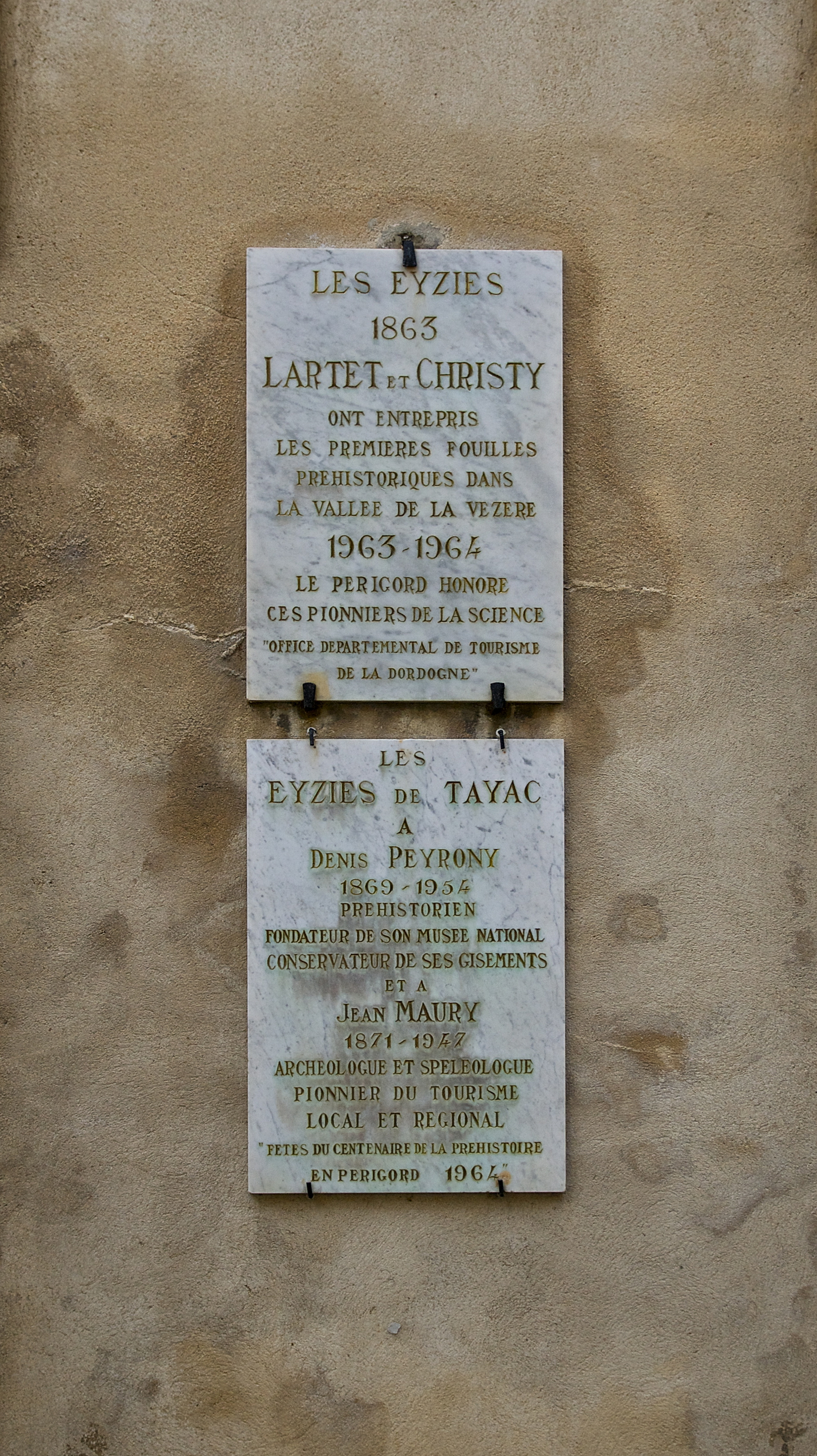
Hommage de la ville des Eyzies-de-Tayac, Dordogne, aux préhistoriens, dont Denis Peyrony

Fils d'agriculteurs, Denis Peyrony devient instituteur et est nommé aux Eyzies-de-Tayac en 1891, dans une région extrêmement riche en sites préhistoriques. Dès 1894, il suit les cours d'Émile Cartailhac et participe à des prospections avec Louis Capitan. Avec Henri Breuil, il découvre en 1901 les grottes ornées des Combarelles et de Font-de-Gaume. 
Denis Peyrony entreprend ensuite des fouilles archéologiques dans le gisement de La Ferrassie (1905-1920) où il trouve plusieurs sépultures de Néandertaliens. Il va explorer méthodiquement de nombreux gisements de référence de la région, dont la plupart sont des gisements éponymes de cultures préhistoriques : grottes du Pech-de-l'Azé (1909), Le Moustier, La Micoque, La Madeleine, Laugerie-Haute (1921-1932), etc. Ses travaux et ses observations stratigraphiques fines ont permis d'établir ou de confirmer la chronologie de la plupart des industries du Paléolithique moyen et supérieur.
En 1912 il vend sa collection personnelle (environ dix mille objets), en grande partie à l’étranger et pour un très bon prix - dans le même temps qu'il participe à la campagne biaisée contre l'Allemand Otto Hauser à propos de l'« affaire de l'abri du Poisson».
En 1933, il crée le terme Périgordien pour désigner les industries à retouche abrupte du Paléolithique supérieur qui se seraient développées parallèlement à l'Aurignacien. Cette désignation est généralement abandonnée mais on parle encore parfois de « Périgordien ancien » pour désigner le Châtelperronien, et de « Périgordien récent » ou « Périgordien supérieur » pour le Gravettien.
Denis Peyrony est également le premier conservateur du musée national de Préhistoire des Eyzies, qu'il a fondé en 1918. Il a laissé plus d'une centaine de publications concernant la préhistoire de sa région. Le musée est inauguré le 30 septembre 1923. 
Pionnier du tourisme qu'il vit se développer, il fut aussi fondateur du syndicat d'initiative des Eyzies en 1920.[réf. souhaitée]
Il a publié quelques articles avec son fils Élie Peyrony en co-auteur.

## Publications
Voir entre autres les « 33 publications de Denis Peyrony », sur persee.fr ; une « liste de titres publiés », sur data.bnf.fr ; et aussi :
- [1922] « Nouvelles observations sur le Moustérien final et l'Aurignacien inférieur », Compte-rendu de l'Association Française pour l'Avancement des Sciences,‎ 1922.
- [1922] Les Eyzies et les environs, Ussel, impr. G. Eyboulet & Fils, coll. « Guide illustré du savant et du touriste », 1922, 48 p., sur gallica (lire en ligne).
- [1929] « Le Gisement préhistorique de la Micoque et ses nouvelles industries. 2°. Présentation de quelques pièces inédites du magdalénien supérieur », Compte-rendu de l'Association Française pour l'Avancement des Sciences,‎ 1929.
- [1932] Les gisements préhistoriques de Bourdeilles (Dordogne), Paris, Masson, 1932.
- [1939] « Fouilles de la Roque-Saint-Christophe », Bulletin de la Société historique et archéologique du Périgord, t. 66, no 3,‎ 1939, p. 248-269 (lire en ligne), no 4, p. 360-387 (lire en ligne)
- [1947] « La grotte d'Abzac, à Gorge d'Enfer, commune des Eyzies-de-Tayac (Dordogne) », Bulletin de la Société historique et archéologique du Périgord, t. 74,‎ 1947, p. 167-171 (lire en ligne [PDF] sur shap.fr, consulté le 28 février 2021).
- [1949] Le Périgord préhistorique : essai de géographie humaine ; suivi des Listes des stations, gisements, monuments divers connus, avec leur bibliographie, Périgueux, Société historique et archéologique du Périgord, 1949, 92 p., sur gallica (lire en ligne).